# Peta (motorfiets)
Peta is een historisch merk van motorfietsen.
De bedrijfsnaam was Peta Spol, later Motorfahrzeugfabrik & Rollerbau, Plzen.
Peta was een Tsjechisch merk dat van 1921 tot 1924 lichte motorfietsen en scooters met 170 cc eencilindermotoren bouwde.